# HMS Cambrian (1916)
«Кембріан» (англ. HMS Cambrian (1916) — військовий корабель, легкий крейсер типу «C» однотипного підкласу Королівського військово-морського флоту Великої Британії за часів Першої світової війни.

## Історія створення
Крейсер «Кембріан» був закладений 8 грудня 1914 року на верфі компанії Pembroke Dock у Пембруку. 3 березня 1916 року спущений на воду, а у травні 1916 року увійшов до складу Королівських ВМС Великої Британії.

## Історія служби
«Кембріан», четвертий корабель з таким ім'ям у Королівському флоті у травні 1916 року був прийнятий на озброєння. Того ж місяця увійшов до 4-ї ескадри легких крейсерів Великого флоту, в якому проходив службу до кінця Першої світової війни і до 1919 року. Загалом 4-та крейсерська ескадра виконувала завдання щодо захисту лінкорів Великого флоту під час ведення бойових дій. Корабель з рештою його ескадри не брав участі в безрезультатній сутичці 19 серпня 1916 року, що сталася між німецьким Флотом відкритого моря й британським Великим Флотом. У березні 1917 року ескадра була ненадовго відокремлена від Великого флоту для патрулювання біля норвезького узбережжя, коли Адміралтейство отримало звістку про проривача блокади.
У липні 1919 року «Кембріан» переведений на Північноамериканську та Західно-Індійську станцію, де служив до 1922 року. З серпня 1922 по червень 1924 року входив до складу 2-ї ескадри легких крейсерів Атлантичного флоту, забезпечував підтримку британських інтересів під час Чанацької кризи 1922—1923 років. З 27 вересня по 8 жовтня супроводжував гідроавіаносець «Арк Роял» з Великої Британії до Туреччини, а пізніше ескортував його до Смирни.
У червні 1924 року корабель був виведений з експлуатації і розпочав ремонт, який тривав до 1926 року. Після чого знову введений до строю до 2-ї ескадри легких крейсерів Середземноморського флоту, де він брав участь у навчаннях флоту в березні 1929 року. Після перевезення військ до Китаю в 1929 році, в листопаді 1929 року крейсер знову вивели з експлуатації і призначили до Норського резерву. У березні 1931 року «Кембріан» увійшов до лав флоту як флагман Норського резерву. В липні 1933 року остаточно виведений зі складу Королівського флоту в Ширнессі і виставлений на продаж. 28 липня 1934 року «Кембріан» проданий на брухт.